# Головчинер, Борис Михайлович
Борис Михайлович Головчинер (10 [23] мая 1907, Александровск, Екатеринославская губерния — 2000, Москва) — советский военный деятель, генерал-майор (3.06.1944). Кандидат военных наук (1949).

## Биография
Родился в 1907 году в Александровске. Член КПСС. Окончил неполную среднюю школу, в 1928 году окончил рабочий факультет механического института.
С сентября 1929 года — на службе в Красной Армии, окончил военное пехотное училище. В 1929—1941 годах — командир взвода, роты, батальона в стрелковых войсках, с 1935 года — начальник штаба дивизии. В 1939 году окончил 
. Участвовал в советско-финской войне 1939—1940 годов.
Участник Великой Отечественной войны: помощник начальника, затем начальник оперативного отдела штаба 8-й армии, заместитель начальника оперативного отдела Главного командования Северо-Западного направления и Волховского фронта. С 15 декабря 1942 по 9 июля 1945 — начальник штаба 8-й армии Ленинградского фронта.
С июля 1945 по январь 1946 года — начальник штаба Приволжского военного округа, с 1947 — на преподавательской работе в Высшей военной академии имени К. Е. Ворошилова (с 1958 года — Военная академия Генерального штаба Вооружённых сил СССР), с 1949 по 1970 годы — старший преподаватель кафедры оперативного искусства этой академии.
Является автором 27 научных трудов; разрабатывал методические материалы по важнейшим вопросам подготовки и ведения фронтовых и армейских операций. С марта 1970 года в отставке.
Умер в Москве в 2000 году. Похоронен на Калитниковском кладбище Москвы.

## Награды
- орден Жукова (4.05.1995)[1]
- орден Ленина (30.12.1956)
- 2 ордена Красного Знамени (11.04.1943, 17.05.1951)
- 2 ордена Кутузова 2-й степени (21.02.1944, 5.10.1944)
- орден Отечественной войны 1-й степени (11.03.1985)
- 2 ордена Красной Звезды (6.05.1946, 31.10.1967)
- 2 медали «За боевые заслуги» (7.04.1940, 3.11.1944)
- медаль «За оборону Ленинграда»
- ряд других медалей СССР